# Snow Patrol
Snow Patrol je skotsko–severoirská indie rocková skupina pocházející z Bangoru, založená při studiích na univerzitě ve skotském Dundee. Popularitu si získala díky singlům jako „Chasing Cars“, „You're All I Have“ nebo „Signal Fire“.
Poprvé na sebe upoutali pozornost v roce 2003, kdy vyšlo kritiky oceňované album Final Straw, kterého se prodalo přes 2 mil. kopií. Rok 2007 znamenal pro Snow Patrol hned tři nominace na BRIT Awards (nejlepší skupina, album, singl). Album Eyes Open bylo vyhlášeno jako nejlepší irské album roku 2007 v rámci Meteor Music Awards.

## Historie
Počátky působení Snow Patrol sahají do roku 1994, kdy se na univerzitě v Dundee potkali Gary Lightbody a Jonny Quinn (oba původem z Belfastu). První desku Songs for Polarbears nahráli ještě pod názvem Polar Bear, poté už působili jako Snow Patrol. Do povědomí fanoušků i médií se dostali až svým třetím studiovým albem Final Straw, konkrétně singlem „Run“, jenž výrazně bodoval v Británii (5. místo v singlové hitparádě). Deska vyšla na labelu Polydor, kde vydávají např. Kaiser Chiefs, Take That nebo Gwen Stefani.
V květnu 2005 opustil kapelu klávesista a hráč na basovou kytaru Mark McClelland, nahradil jej Tom Simpson.
V rámci tour k desce Final Straw koncertovali s U2 a připravovali materiál na nové album. Ačkoli bylo nahrávání dokončeno už v prosinci, kapela pod vedením zkušeného producenta Jacknife Leea ještě dokončovala detaily a deska vyšla až v květnu 2006. Album zaznamenalo opět úspěch a hned 3 nominace na BRIT Awards (ani jedna nebyla proměněna, jelikož dominovali Arctic Monkeys). Snow Patrol alespoň porazili Arctic Monkeys v prodejích – Final Straw se 26. listopadu 2006 stalo nejprodávanějším albem roku 2006 a singl „Chasing Cars“ vítězil v Británii a Irsku.
Jejich následující singl „Signal Fire“ se objevil na soundtracku k filmu Spider-Man 3.

## Složení
- Gary Lightbody (kytara, zpěv)
- Nathan Connolly (kytara, vokály)
- Paul Wilson (basová kytara, vokály)
- Tom Simpson (klávesy)
- Jonny Quinn (bicí)

## Diskografie

### Studiová alba
- 1998 – Songs for Polarbears
- 2001 – When It's All Over We Still Have to Clear Up
- 2003 – Final Straw
- 2006 – Eyes Open
- 2008 – A Hundred Million Suns
- 2011 – Fallen Empires
- 2018 – Wildness
- 2024 – The Forest Is the Path

### EP
- 1997 – Starfighter Pilot
- 2005 – Live and Acoustic at Park Ave

### DVD
- 2004 – Live at Somerset House

### Kompilace
- 2009 – „Up To Now“

### Singly
- 1998 – „Little Hide“
- 1998 – „One Hundred Things You Should Have Done in Bed“
- 1998 – „Velocity Girl/Absolute Gravity“
- 1999 – „Starfighter Pilot“
- 2000 – „Ask Me How I Am“
- 2001 – „One Night Is Not Enough“
- 2003 – „Spitting Games“
- 2004 – „Run“
- 2004 – „Chocolate“
- 2004 – „Spitting Games“ (2. vydání)
- 2004 – „How to Be Dead“
- 2006 – „You're All I Have“
- 2006 – „Hands Open“
- 2006 – „Chasing Cars“
- 2006 – „Set the Fire to the Third Bar“
- 2007 – „Open Your Eyes“ (speciální vydání BBC Radio One)
- 2007 – „Shut Your Eyes“
- 2007 – „Signal Fire“
- 2008 – „If there's a Rocket Tie Me To It“
- 2008 – „Crack The Shutters“
- 2009 – „Just Say Yes“
- 2011 – „Called Out In The Dark“